# Paphiopedilum liemianum
Paphiopedilum liemianum là một loài lan thuộc Chi Lan hài, Họ Lan. Loài này sinh sống ở phía bắc Sumatra, Indonesia. Môi trường sinh sống của chúng ở vùng bán nhiệt đới và nhiệt đới, vùng đất thấp ẩm.

## Hình ảnh

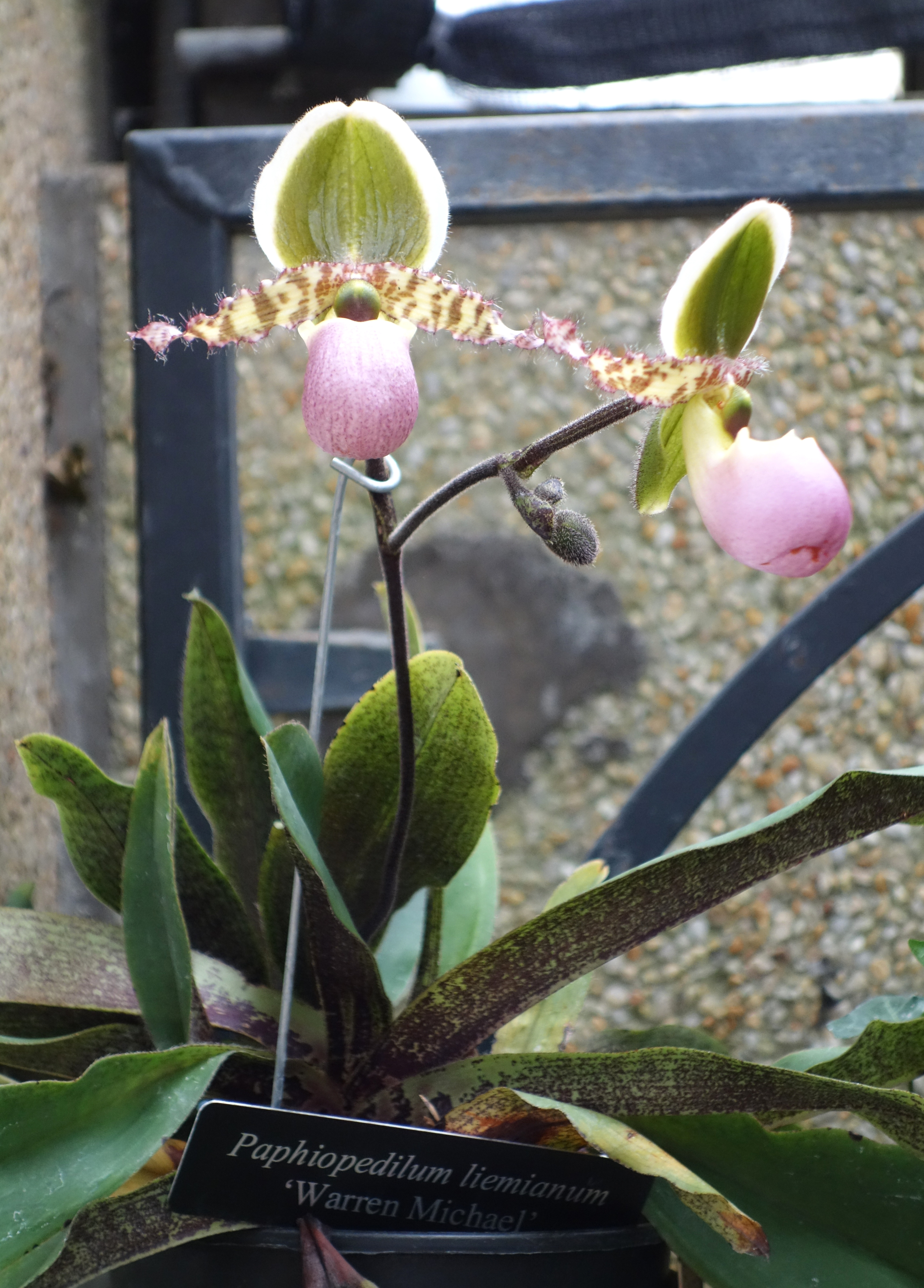
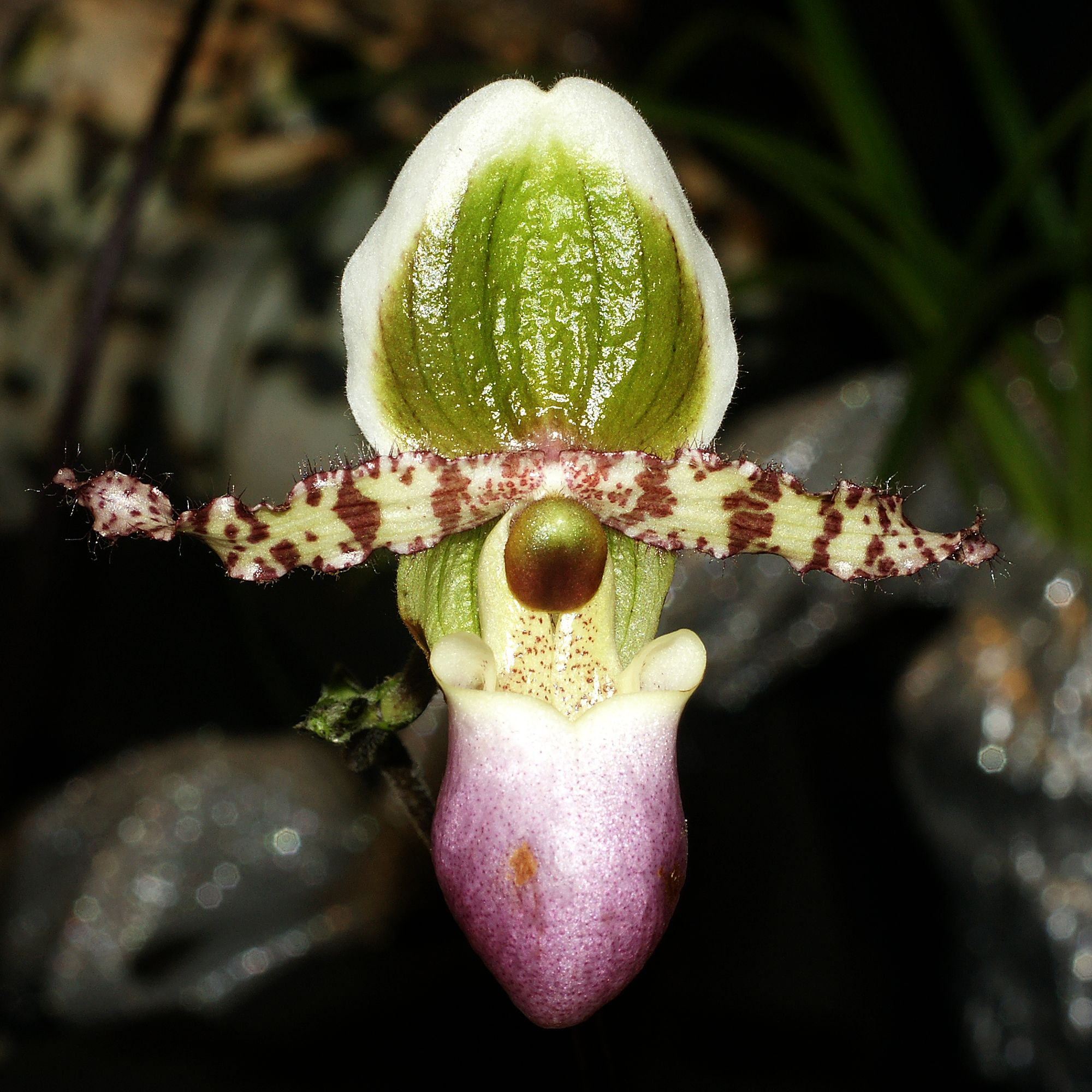